# Суслова, Евгения Валерьевна
Евге́ния Вале́рьевна Су́слова (род. 22 января 1986, Нижний Новгород) — российский поэт, художник, исследователь языка и медиа. 

## Творческая биография
Стихи и рецензии публиковались в альманахе «Транслит», журналах «Воздух», «TextOnly», «Новое литературное обозрение» и др. Участник ряда коллективных выставок. Участвовала в поэтических фестивалях «М-8» (Вологда, 2007), «Дебют-Саратов» (Саратов, 2007), «Стрелка» (Нижний Новгород, 2007), «ГолосА» (Чебоксары, 2009) и мн. др.
Участник рабочей группы Центра лингвистических исследований мировой поэзии (Институт языкознания РАН), участник проектной группы «Нижегородская волна». Автор неоднозначно воспринятого научной общественностью учебника «Поэзия» (2016), в соавторстве с Н. М. Азаровой, С. Ю. Бочавер, К. М. Корчагиным, Д. В. Кузьминым и др. (см. рецензии И. Шайтанова, А. Холикова, Е. Абдуллаева, Е. Погорелой, С. Дмитренко и др. в журн.: Вопросы литературы. 2016. Спец. вып. № 2, а также отзывы А. Таврова, И. Караулова, В. Козлова и др. в журнале «Лиterraтура»). Окончила Школу фотографии и мультимедиа им. Родченко (мастерскую «Интерактивные, коммуникационные и смешанные медиа»). Кандидат филологических наук (диссертация по теме «Рефлексивность в языке современной русской поэзии (субъективация и тавтологизация)», 2013). Соучредитель издательства-лаборатории «Красная ласточка», основатель «Института картографии и схематизации микроопыта». Карамзинский стипендиат 2016 (проект «Знание на экране: интерфейсы и визуализация в цифровых гуманитарных проектах»).
Автор поэтических книг «Свод масштаба» (2013) и «Животное» (2016), "Вода и ответ" (2022).

## Награды и признание
- Лонг-лист премии «Дебют» в номинации «Поэзия» (2006).
- Шорт-лист премии «ЛитератуРРентген» (2007, 2010)[11].
- Шорт-лист премии «Различие» (2014)[12].
- Шорт-лист Премии Андрея Белого (2014)[13].
- Шорт-лист Премии Андрея Белого (2017).

## Отзывы
Наиболее заметная особенность стихотворений Сусловой — это странное сочетание герметичности, ораторского пафоса и постоянно возвращающегося мотива всеобщей травмированности (или болезненности) мироздания. Герметичность вызвана тем, что ни одно событие в её стихах не названо по имени, обо всем говорится уклончиво, с помощью многоступенчатых метафор. Однако при чтении становится понятно, что этих неназванных событий много и что с каждым из них героиня связана телесно. Более того, любое событие для того, кто говорит, может стать новым органом чувств.Илья Кукулин
Тексты Сусловой действительно «обводят закон», совершая «рыв мира». В каждом тексте последовательно разлагаются, расчленяются время, пространство, субъект, телесное, чувственное, словесное, в стихотворениях очень много крови, ран, насильственных телесных повреждений. Оргиастическое, экстатическое, неизменно присутствующие в каждом тексте, рождают ощущение творящегося на глазах читателя ритуала — жертвоприношения, но не совсем искупительного и понятого скорее вербально. Западноевропейская логика дает сбой, наталкиваясь на мощные пласты индуистской традиции. Речь также и не совсем об умирающем/воскресающем боге растительности (хотя образы зимней, высохшей природы из «Зимы с прощанием» вполне соотносятся с этой парадигмой). Весь ритуал организуется через мотив «вращения» (переворачивания, трансформации). Жертва, понятая здесь как сакральный, огненосный гироскоп, разрушающий и расчленяющий все и вся, встраивается при этом в своеобразный созидательный проект, начинает мерцать в пред-воссозданности.Иван Соколов
Здесь читается так, что акцент с собственно-языкового смещается на выявление среды и проявление окружающих горизонтов. В этом случае невозможно говорить детально о том, что происходит в отдельных частях книги, в циклах и последовательностях стихотворений, как и невозможно искать в интонационных различиях сверхспособности этой речи, которая стремится стать не речью, но широтой. Многоголосья этих пространств, различных даже на уровне звуковом и композиционном, и что важнее — на уровне когнитивной организации отдельно взятых — помещают книгу в поле, свободное от репрессий чтения, времени, потому как те области, выразить которые подобные поэтические траектории позволяют, работают в меньшей степени с привычными именами «чтения» и «времени».Никита Сафонов
Дебютная книга молодого нижегородского поэта; сложность и новизна (доверчивость и воинственная стремительность) языка здесь неизбежны, потому что стихи написаны целиком «на стороне поэзии» (то есть изначально, видимо, — на стороне откуда-то пришедшей, составляющей сердцевину дарования, правды): многоуровневая самоотверженность и полная серьёзность при встрече с собой и всем вокруг здесь таковы, что «суммарный жест» получается очень чистым и каким-то необъятным — как будто один, без начала и конца, горячий ветер продувает все — очень прочные, составленные из строф-сгустков мысли и чувства — стихотворения. Это книга образцово «молодая», написанная с непритворной, не «головной», творческой тревогой и верой в возможность настоящего обновления, настоящей отмены прежних-мнимых границ. Именно в эту книгу, за последние годы одну из самых бескомпромиссных по сложности, хорошо бы заглянуть вообще всем, кто читает стихи.Василий Бородин

## Книги
- Свод масштаба. — [СПб.]: Транслит; Свобмарксизд, [2013]. — 67 с. — (Kraft).
- Животное. — Нижний Новгород: Красная ласточка, 2016. — 144 с. — (Языковая драматургия).
- Вода и ответ. — Москва: НЛО, 2022. — 71 с. — (Роман в стихах).